# Clima de Delft

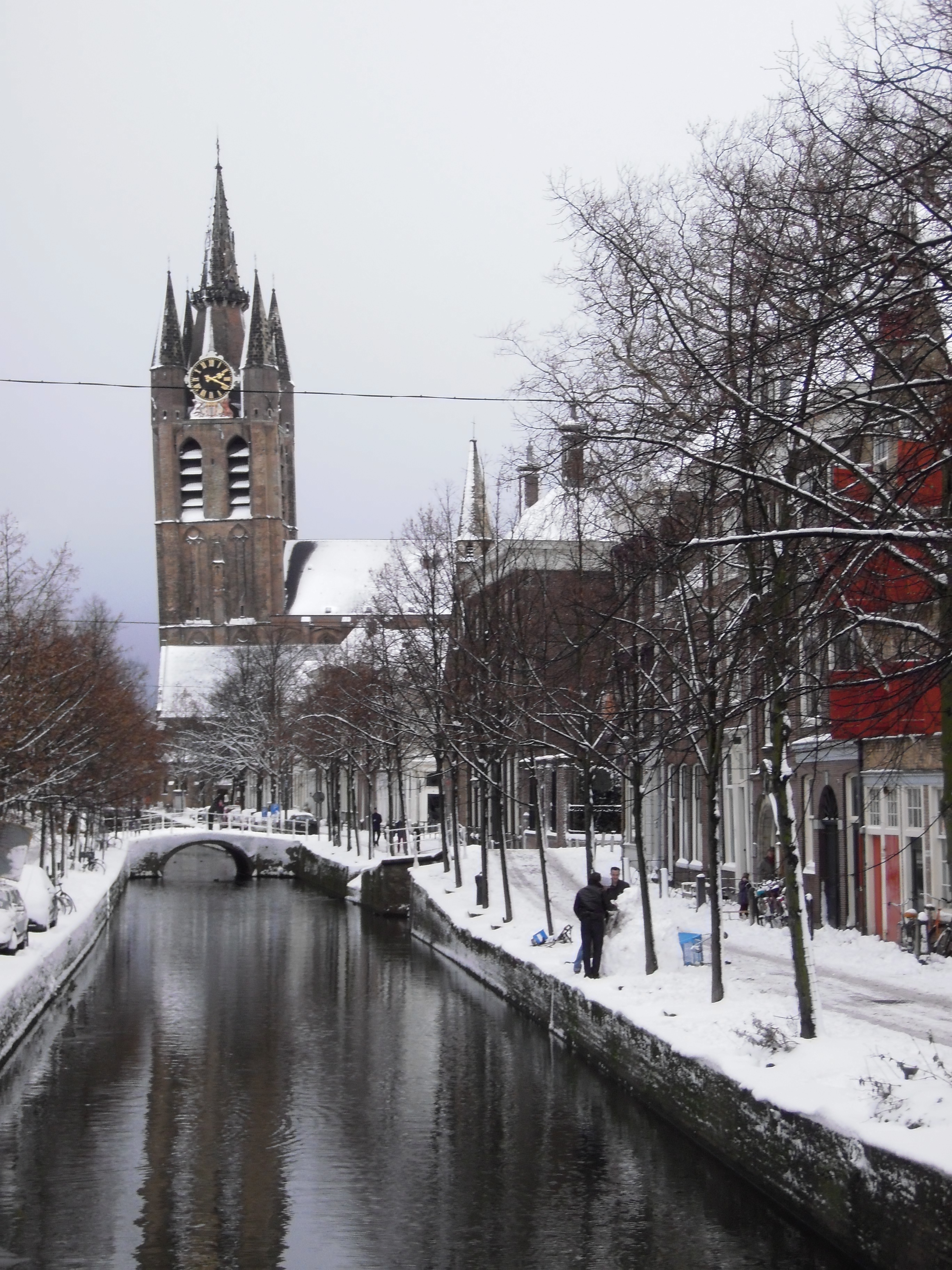
Neve em Delft, no ano de 2009

O clima de Delft é oceânico temperado (Cfb), com temperaturas anuais entre 1°C e 22°C, raramente abaixo de -5°C ou acima de 27°C. O clima da cidade é fortemente influenciado pelo mar do Norte e a corrente do Golfo. Devido à essa influência, as temperaturas no verão e inverno são relativamente próximas.
O verão é agradável e o inverno é longo, muito frio e de ventos fortes. O mês com a maior média máxima de temperatura é julho (21,3°C) e o com o menor é janeiro (6,1°C). O mês com a menor média mínima de temperatura é fevereiro (1,8°C) e os com a maior são julho e agosto (14,7°C). A temperatura média é maior no mês de julho (18,1°C) e menor no mês de janeiro (4,1°C). A estação morna permanece por 3 meses, de 13 de julho a 14 de setembro, com a temperatura média máxima diária acima de 18°C. A estação fresca permance por 3,8 meses, de 22 de novembro a 15 de março, com a média máxima abaixo de 9°C.
A estação mais chuvosa é o outono, sendo agosto, outubro e novembro os meses mais chuvosos (83mm, 82mm e 81mm, respectivamente). Abril é o mês menos chuvoso, com 51mm de precipitação. Há uma média de 11 dias de chuva em novembro e dezembro, 10 em janeiro, julho, agosto, setembro e outubro, 9 em fevereiro, março e maio, e 8 em abril e junho. Os meses com mais neve são dezembro, janeiro e fevereiro (aproximadamete 1 dia). Longos períodos de geada são incomuns.
A úmidade relativa do ar é maior durante o outono e o inverno, sendo novembro (85%) o mês mais úmido e abril, maio e junho (74%) os menos úmidos. A velocidade do vento é maior durante os meses do inverno e menor durante os meses do verão. Há 2,3 dias em janeiro com velocidade do vento acima de 61 quilômetros por hora, e nenhum nos meses de maio, junho, julho, agosto e setembro. A direção predominante do vento é sudoeste.
| Dados climatológicos para Delft | Dados climatológicos para Delft | Dados climatológicos para Delft | Dados climatológicos para Delft | Dados climatológicos para Delft | Dados climatológicos para Delft | Dados climatológicos para Delft | Dados climatológicos para Delft | Dados climatológicos para Delft | Dados climatológicos para Delft | Dados climatológicos para Delft | Dados climatológicos para Delft | Dados climatológicos para Delft | Dados climatológicos para Delft |
| Mês                             | Jan                             | Fev                             | Mar                             | Abr                             | Mai                             | Jun                             | Jul                             | Ago                             | Set                             | Out                             | Nov                             | Dez                             |                                 |
| ------------------------------- | ------------------------------- | ------------------------------- | ------------------------------- | ------------------------------- | ------------------------------- | ------------------------------- | ------------------------------- | ------------------------------- | ------------------------------- | ------------------------------- | ------------------------------- | ------------------------------- | ------------------------------- |
| Temperatura máxima média (°C)   | 6,1                             | 6,7                             | 9,5                             | 13,3                            | 16,6                            | 19,3                            | 21,3                            | 21,1                            | 18,6                            | 14,6                            | 10,1                            | 6,8                             |                                 |
| Temperatura média (°C)          | 4,1                             | 4,2                             | 6,3                             | 9,7                             | 13,2                            | 16                              | 18,1                            | 17,9                            | 15,6                            | 12                              | 8                               | 5                               |                                 |
| Temperatura mínima média (°C)   | 2,2                             | 1,8                             | 3,3                             | 6                               | 9,6                             | 12,4                            | 14,7                            | 14,7                            | 12,8                            | 9,5                             | 6                               | 3,2                             |                                 |
| Chuva (mm)                      | 71                              | 57                              | 56                              | 51                              | 52                              | 64                              | 79                              | 83                              | 82                              | 81                              | 81                              | 80                              |                                 |
| Dias com chuva                  | 10                              | 9                               | 9                               | 8                               | 9                               | 9                               | 8                               | 10                              | 10                              | 10                              | 11                              | 11                              |                                 |
| Humidade relativa (%)           | 84                              | 82                              | 79                              | 74                              | 74                              | 74                              | 75                              | 76                              | 78                              | 81                              | 85                              | 84                              |                                 |
| Fonte:                          |                                 |                                 |                                 |                                 |                                 |                                 |                                 |                                 |                                 |                                 |                                 |                                 |                                 |